# Höjdsjuka
Höjdsjuka eller AMS (från engelskans Acute Mountain Sickness) kallas de symtom som kan uppstå vid uppstigning och vistelse vid hög höjd, 2 500 meter över havet eller mer. Den kan vara mycket allvarlig - till och med livshotande.

## Höjdsjuka (AMS)
Höjdsjuka kan uppträda hos alla som gör snabba uppstigningar över 2 500 meter, och orsakas av det låga syretrycket på höga höjder. Ju högre upp man kommer desto mer sjunker syretrycket och desto större blir risken för att drabbas. Höjdsjuka är väldigt individuell och är inte direkt relaterad till fysisk kondition eller ålder. Tidiga symtom som börjar uppträda över 2 500 meters höjd inkluderar bland annat aptitlöshet, illamående och huvudvärk. Genom planerad, gradvis uppstigning över flera dagar kan de flesta dock hantera vistelser på långt högre höjder.
För att förebygga höjdsjuka kan man, förutom att gradvis söka sig mot högre höjder och på så sätt låta kroppen acklimatisera sig, säkerställa att man har druckit tillräckligt mycket vatten för att inte drabbas av uttorkning.
De flesta personer känner av höghöjdseffekter vid nivåer över 2 500 meter över havet. Vid höjder över 2 500 meter över havet bör man vara aktivt observant på höjdsjukesymtom. Höjdsjuka under 2 500 meters höjd är sällsynt, och är i regel förknippad med snabb uppstigning och fysisk ansträngning, eller annan grundsjukdom.

## Allvarlig höjdsjuka (HAPE / HACE)
Med sjunkande syretryck och otillräcklig acklimatisering över 3 500 meters höjd uppträder allt oftare de två varianterna av allvarlig höjdsjuka. Båda är dödliga om inte motåtgärder sätts in.
Lungödem, på engelska kallat "High Altitude Pulmonary Edema" (HAPE), innebär att man får ökad mängd vävnadsvätska i lungorna och vätskeutträde i alveolerna.
Cerebralt höghöjdsödem (hjärnödem), på engelska kallat "High Altitude Cerebral Edema" (HACE), innebär att man får mer vävnadsvätska i hjärnan än normalt.
Flygning: 
Vid flygning räknar man i fot; där anses farlig höjd vara över 10 000 fot (3 048 m) i mer än 30 min, eller över 13 000 fot (3 962 m). Då krävs syrgas för besättningen och minst 10 % av passagerarna.

## Orsaker
Orsakerna till höjdssjuka är kronisk syrebrist i vävnaderna, och de åtföljande stressreaktionerna. Tryckförändring i sig har ingen del i höjdsjuka, ökad syrgaskoncentration med för höjden normalt tryck används rutinmässigt för att förebygga höjdsjuka bl a på Qingzangjärnvägen till Lhasa i Tibet, och på höghöjdsobservatorier.

### Riskfaktorer
Höjdsjuka är vanligast bland personer som vistas på höga höjder, vilket bland annat inkluderar skidåkare och bergsbestigare. Oavsett hur van en person är att vistas på hög höjd, kan han eller hon drabbas av höjdsjuka på samma sätt som en person som för första gången exponeras för hög höjd. Endast personer som antingen är födda på hög höjd eller under lång tid har varit bosatta i ett område som är beläget högt ovanför vattenytan befinner sig utanför riskzonen för att drabbas av höjdsjuka. Även om vissa studier visar att kvinnor löper en något förhöjd risk att drabbas av höjdsjuka, verkar det inte finnas någon större skillnad mellan de bägge könen i detta avseende. Inte heller ålder verkar vara en riskfaktor för höjdsjuka. Istället visade en studie att yngre personer skulle kunna löpa högre risk att drabbas.

## Symtom
Utvecklingen av höjdsjuka uppvisar flera olika symtom, från subtila (koncentrationssvårigheter, förändringar av färgseende) till påtagliga (huvudvärk, kräkningar) och slutgiltiga (döden). 
Kardinalsymtomet vid höjdsjuka är huvudvärk, som alltid skall förutsättas vara orsakad av höjdsjuka i samband med nyligen gjord uppstigning. Huvudvärk plus ytterligare ett symtom är grunddefinitionen på höjdsjuka.
Systematisk diagnos sker hjälp av skattning av de egna symtomen enligt The Lake Louise Questionnaire: Patienten tilldelas 0–3 poäng i följande avseenden:
- Huvudvärk: ingen till svår
- Mage/tarm: aptitlöshet, illamående, kräkningar
- Yrsel
- Sömnrubbning

Utöver den egna skattningen så tilldelas ytterligare poäng vid klinisk bedömning:
- Mentalt tillstånd (håglöshet, desorientering, medvetandesänkning ) 0–3 poäng
- Ataxi (balanstest) 0–3 poäng
- Perifera ödem 0–3 poäng

AMS definieras som Lake Louise-resultat över 3: det räcker alltså med måttlig huvudvärk och en natts dålig sömn.

## Behandling
Återvänd till senaste symtomfria nivå. Vila.
Syrgas, om detta finns tillgängligt, ger snabb lindring eller symtomfrihet vid måttliga flöden (2–4 liter/min via näsgrimma). Vid behandling under dagtid måste man vara medveten om att försämring sker närmast regelmässigt under natten, och att det kan krävas förnyad behandling under hela natten även om man blivit symtomfri efter en kortare syrgasbehandling.
Simulerad nedstigning: Gamow Bag, portabel, fotpumpsdriven tryckkammare i tyg. Motsvarar nedstigning med cirka 2 000 meter. Hög arbetsinsats, kräver träning och utbildning, helst hos både behandlare och behandlad: det kan vara svårt att packa in en förvirrad människa som nyss har kräkts i ett stängt utrymme. 
Dexametason, en kortikosteroid ska användas med extrem försiktighet eftersom den ger symtomlindring, men inte förbättrar grundorsaken; den låga syremättnaden. Medicineringen måste fortsätta tills den drabbade har evakuerats till lägre höjd, annars kan det ske en dramatisk försämring vid utsättningen av medicinen. Dexametason ska endast användas för att man ska bli bra nog för att kunna ta sig tillbaka till lägre nivåer.
Förutom de fysiska symtomen kan det vara mentalt jobbigt att inse att man inte kan fortsätta till högre nivåer, till exempel om man rest långt för att vandra upp för ett berg eller liknande. Det är dock av största vikt att vara uppmärksam på symtom på höjdsjuka och ta dessa tidiga varningar på allvar så att man inte blir fysiskt oförmögen att ta sig tillbaka till lägre nivåer i ett senare läge. Som alltid är en kamrat den bästa livförsäkringen.

## Riskpersoner
Personer med avancerad blodbrist, kärlkramp, hjärtbesvär, nedsatt lungfunktion samt vissa ärftliga blodsjukdomar ska undvika att utsätta sig för de risker som höga höjder kan orsaka. De som dock har störst risk att råka illa ut i samband med höga höjder är de personer som förnekar tidiga symtom av höjdsjuka och inte lyssnar på sin kropps signaler.

## De gyllene reglerna inom höghöjdsmedicin
1. Om du känner dig dålig är det höjdsjuka tills motsatsen är bevisad
2. Fortsätt aldrig bestigningen med pågående symtom
3. Om symtomen förvärras, avbryt och gå ned omedelbart

## Acklimatisering
Den viktigaste faktorn för att förebygga höjdsjuka är att inte vinna höjd fortare än att kroppen hinner starta kompensationsmekanismer, acklimatisering. Gällande säkerhetsregler talar om att inte stiga mer än 300–500 meters höjd per nattläger över 3 000 meters höjd, och att lägga in en extra natt för var tusende meter. Acklimatisering innebär bland annat ökad urinproduktion, den åtföljande förändringen av blodets surhetsgrad (pH) möjliggör hyperventilation, detta kan även leda till uttorkning med huvudvärk. Vätskeintaget skall vara tillräckligt för att bibehålla normal urinproduktion med ljus färg. Extremt vätskeintag, med vattenklar urin, medför hög risk för hyponatremi, ett livshotande tillstånd.